# Schweizer Glanzschnecke
Die Schweizer Glanzschnecke (Oxychilus navarricus, Syn.: Oxychilus helveticus) ist eine in Mittel- und Westeuropa heimische Schnecken-Art der Glanzschnecken (Oxychilidae) in der Unterordnung der Landlungenschnecken (Stylommatophora).

## Merkmale
Das rechtsgewundene, recht kleine Gehäuse ist abgeflacht-kegelig, das Gewinde ist in der Seitenansicht nur wenig erhoben. Die Breite beträgt 8 bis 10 mm, die Höhe 4,5 bis 6 mm. Es besitzt im Adultstadium 4½ bis 6, an der Oberseite kaum gewölbte Windungen, die regelmäßig zunehmen. Die Naht ist sehr flach.  An der Peripherie sind die Windungen gut gerundet bis sehr schwach geschultert. Die letzte Windung ist nur etwa 1,5 mal so breit (oder sogar noch etwas weniger) als die vorher gehende Windung. Auf der Unterseite sind die Windungen gut gerundet. Der Nabel ist eng und nimmt nur ein Siebtel bis ein Achtel des Durchmessers ein. Die Mündung ist in der direkten Aufsicht quer-elliptisch, abgesehen vom Anschnitt durch die vorher gehende Windung. Der Mündungsrand ist gerade und zugespitzt. Die Fläche der Mündung steht leicht schräg zur Windungsachse. 
Die Schale ist bräunlich-gelb gefärbt und durchscheinend. Um den Nabel ist sie  milchig weiß und opak. Die Oberfläche des Gehäuses ist sehr stark glänzend und fast glatt, abgesehen von sehr feinen Anwachsstreifen.
Der Weichkörper ist bläulich-grau. Die Seiten des Tieres weisen oft feine, dunklere Längsstreifen auf. Der Mantelrand ist tiefschwarz und als schwarzes Band durch das Gehäuse sichtbar (wenn das Tier sich in das Gehäuse zurückgezogen hat). Berührt man den Weichkörper dieser Art, kann man einen schwachen Knoblauchgeruch wahrnehmen. 
Im zwittrigen Geschlechtsapparat ist der Samenleiter (Vas deferens) recht kurz bevor er in den Epiphallus einmündet. Der Epiphallus legt sich im Wesentlichen dem Penis locker an. An der Eintrittsstelle des Samenleiters in den Epiphallus, ist der Epiphallus mit dem Penis durch eine Gewebehülle verbunden. Der Penis ist etwas variabel in der Länge und mäßig dick. Er besitzt am apikalen Ende einen Blindsack (Caecum, bei dieser Gruppe meist Flagellum genannt). Der Penisretraktormuskel setzt apikal an diesem Blindsack an. Der Epiphallus dringt seitlich unterhalb des apikalen Endes des Penis (plus Blindsack) in den Penis ein. Der Penis ist im unteren Ende von einer Penishülle umgeben, die aber etwas unterschiedlich lang ist; sie kann bis etwa die Hälfte des proximalen Teils des Penis umhüllen. Im Inneren des Penis sind sieben oder mehr Längsfalten ausgebildet. Die Längsfalten sind gerade oder längsgewellt und können mit lateralen Fortsätzen untereinander verbunden sein. Im weiblichen Trakt sind freier Eileiter (Ovidukt) und Vagina etwas gleich lang. Die perivaginale Drüse umhüllt den oberen Teil der Vagina und den unteren Teil des freien Eileiters sowie den unteren Teil des Stiels der Spermathek. Der vergleichsweise dicke Stiel der Spermathek ist mäßig lang, die Blase eiförmig oder birnenförmig. Sie erreicht nicht die Albumindrüse. Penis und Vagina münden in ein sehr kurzes Atrium.

## Ähnliche Arten
Das Gehäuse sind im Durchschnitt etwas größer als das der Keller-Glanzschnecke (Oxychilus cellarius), der Nabel ist enger. Der Knoblauchgeruch, den das Tier auf Berührung verströmt soll jedoch schwächer sein als bei der Knoblauch-Glanzschnecke (Oxychilus alliarius), die nach diesem intensiven Geruch ihren Namen erhalten hat.

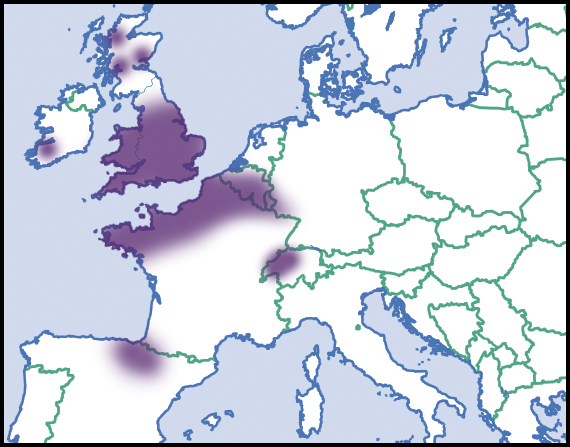
Verbreitung der Art in Europa (nach Welter-Schultes)

## Geographische Verbreitung und Lebensraum
Das Verbreitungsgebiet erstreckt sich von den Niederlanden im Norden bis nach Nordspanien im Süden, im Westen von Nordostfrankreich, über die Schweiz, Süddeutschland bis nach Österreich. Vermutlich wurde die Art vor etlichen hundert Jahren auf die Britischen Inseln verschleppt, wo sie sich derzeit sowohl in England wie auch Irland weiter ausdehnt. Auch in Schottland gibt es einige Vorkommen. 2002 wurde sie in Norwegen gefunden, wohl ebenfalls anthropogen verschleppt. Auf Malta dürfte sie ebenfalls ein Neozoon sein. In Deutschland ist die Art bisher nur in Rheinland-Pfalz sicher nachgewiesen. Ältere Nachweise in der Oberrheingegend ließen sich in neuerer Zeit nicht mehr bestätigen.
Die Art bevorzugt feuchte, schattige Standorte in Laubwäldern und Heckenreihen zwischen Felsen unter Moos, auch in Schluchten, an Quellen und in Höhleneingängen. In der Schweiz kommt sie vor allem in Höhenlagen zwischen 700 m und 2400 m über Meereshöhe vor. Auf den Britischen Inseln besiedelt sie auch alte Steinbrüche, Straßenränder und Ablagerungen von Gesteinsschutt, also anthropogen beeinflusste oder geschaffene Habitate.

## Taxonomie
Das Taxon wurde 1870 von Jules René Bourguignat als Zonites navarricus erstmals beschrieben. Die Art wurde aber hauptsächlich unter dem jüngeren Synonym Oxychilus helveticus beschrieben. Dieses wurde 1881 erstmals von J. Blum als Hyalina (Polita) helvetica Blum, 1881 Ein weiteres Synonym ist Hyalinia alliaria cantabrica Westerlund, 1883. Meist wurde sie aber als Unterart zu Oxychilus helveticus gestellt. 2002 stellten Falkner et al. fest, dass diese Unterart mit Zonites navarricus identisch ist und nun Oxychilus navarricus cantabricus heißen muss. Allerdings ist die Unterartgliederung nicht allgemein akzeptiert. Francisco Welter-Schultes, Vollrath Wiese und Falco Giusti & Giuseppe Manganelli benutzen sie in ihren Arbeiten nicht. Die MolluscaBase lässt diese Gliederung als alternate representation zu.

## Gefährdung
In Deutschland ist die Art extrem selten. In Rheinland-Pfalz ist sie vom Aussterben bedroht. Die Art gilt aber nach der Einschätzung der IUCN auf das Gesamtverbreitungsgebiet gesehen als nicht gefährdet.